# Coelorinchus osipullus
Coelorinchus osipullus är en fiskart som beskrevs av Mcmillan och Akitoshi Iwamoto 2009. Coelorinchus osipullus ingår i släktet Coelorinchus och familjen skolästfiskar. Inga underarter finns listade i Catalogue of Life.